# عبد الله زايد (كاتب سعودي)
عبد الله زايد (1971) هو كاتب وصحفي سعودي. أنهى دراسته الجامعية في العلوم الاجتماعية تخصص علم اجتماع.

## كتب
| الاسم                                  | دار النشر                           | تاريخ النشر | عدد الصفحات | ردمك ISBN            | المصدر |
| -------------------------------------- | ----------------------------------- | ----------- | ----------- | -------------------- | ------ |
| الجرح الآخر المأساة الإنسانية في كشمير | رئاسة إدارة البحوث العلمية والافتاء | 1998        | 79          | (ردمك 9960-616-07-X) | [ 3 ]  |
| لأنك إنسان                             | الدار العربية للعلوم ناشرون         | 2002        | 104         | (ردمك 9953297193)    | [ 4 ]  |
| المنبوذ                                | الدار العربية للعلوم ناشرون         | 2006        | 183         | (ردمك 9789953291444) | [ 5 ]  |
| ليتني امرأة                            | الدار العربية للعلوم ناشرون         | 2008        | 71          | (ردمك 9789953873398) | [ 6 ]  |
| أربع ساعات في أبوظبي                   | اقرأني للنشر والتوزيع               | 2013        | 87          | (ردمك 9789948444978) | [ 1 ]  |
| انا.. وثلة من مرتزقة الأرض!            | مداد للنشر والتوزيع                 | 2014        | 166         | (ردمك 9789948220237) | [ 7 ]  |